# Thal (distrikt)

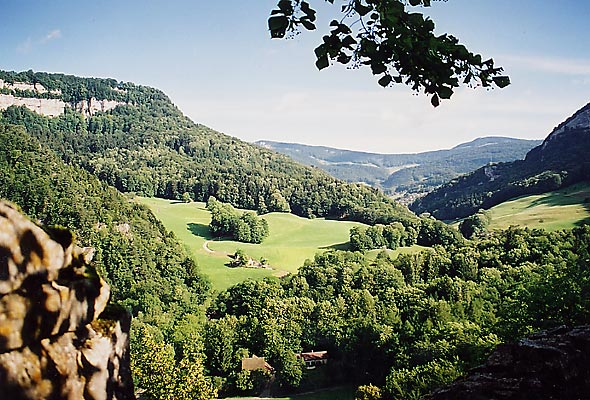
Vy från borgen Neu-Falkenstein mot Passwang.

Thal är ett förvaltningsdistrikt (Bezirk) i kantonen Solothurn i Schweiz. Distriktet har 8 kommuner (Gemeinden) och tillhör amtet (Amtei) Thal-Gäu.

## Geografi
Distriktet omfattar Dünnerns och dess tillflödens dalgångar i Jurabergen. Dessutom kommunen Gänsbrunnen, vars vatten via La Raus flyter till Birs. Området är glest befolkat men har en del industri.
Det finns flera viktiga genomfartsvägar från Mittlandet in i Jurabergen. Två passvägar är Passwang (943 m ö.h.) och Scheltenpasset (1051 m ö.h.).
Balsthal och Gänsbrunnen har järnvägsstationer. Övrig kollektivtrafik utförs av postbuss.

## Historia
Borgarna Alt-Falkenstein och Neu-Falkenstein i Balsthal, liksom Alt-Bechburg i Holderbank, anlades senast under 1200-talet.
Staden Solothurn förvärvade Thal under åren 1393 till 1434..
Vägarnas betydelse minskade när järnvägstunnlarna genom Jurabergen anlades under 1800-talet. Industrikriserna på 1970-talet ledde till en befolkningsminskning.

## Kommuner
- Aedermannsdorf
- Balsthal
- Herbetswil
- Holderbank
- Laupersdorf
- Matzendorf
- Mümliswil-Ramiswil
- Welschenrohr-Gänsbrunnen